# اوزوبیو ریوس
اوزوبیو ریوس (انگلیسی: Eusebio Ríos; ۳۰ مارس ۱۹۳۵ – ۱۰ مهٔ ۲۰۰۸) بازیکن فوتبال اهل اسپانیا بود.
از باشگاه‌هایی که در آن بازی کرده‌است می‌توان به باشگاه فوتبال رئال بتیس اشاره کرد.
وی همچنین در تیم ملی فوتبال اسپانیا بازی کرده‌است.